# سیارک ۳۱۹۸۲
سیارک ۳۱۹۸۲ (به انگلیسی: 31982 Johnwallis، نامگذاری:2000HS20) سی و یک هزار و نهصد و هشتاد و دومین سیارک کشف شده‌است که در ۳۰ آوریل ۲۰۰۰ کشف شد.